# جوناس كوليت
جوناس كوليت هو قانوني وسياسي نرويجي، ولد في 25 مارس 1772 في Næstved ‏ في الدنمارك، وتوفي في 3 يناير 1851 في كريستيانية ‏ في النرويج.

## مناصب
- انتخب County Governor of Buskerud ‏ (1813 – 1814).
- انتخب  ( سبتمبر 1820 –  أغسطس 1821).
- انتخب  ( أبريل 1816 –  مايو 1817).
- انتخب  ( مايو 1817 – 1819).
- انتخب  (2 مارس 1814 –  أبريل 1816).
- انتخب  ( مايو 1820 –  سبتمبر 1820).
- انتخب Norway's Army Minister ‏ ( مايو 1819 –  أكتوبر 1819).
- انتخب Minister of Education and Church Affairs ‏ ( أكتوبر 1819 –  سبتمبر 1820).
- انتخب Minister of Finance of Norway ‏ (1822 – 17 ديسمبر 1836).
- انتخب Minister of Finance of Norway ‏ (1 أكتوبر 1818 –  نوفمبر 1818).
- انتخب  (1822 – 1836).